# Струбцина

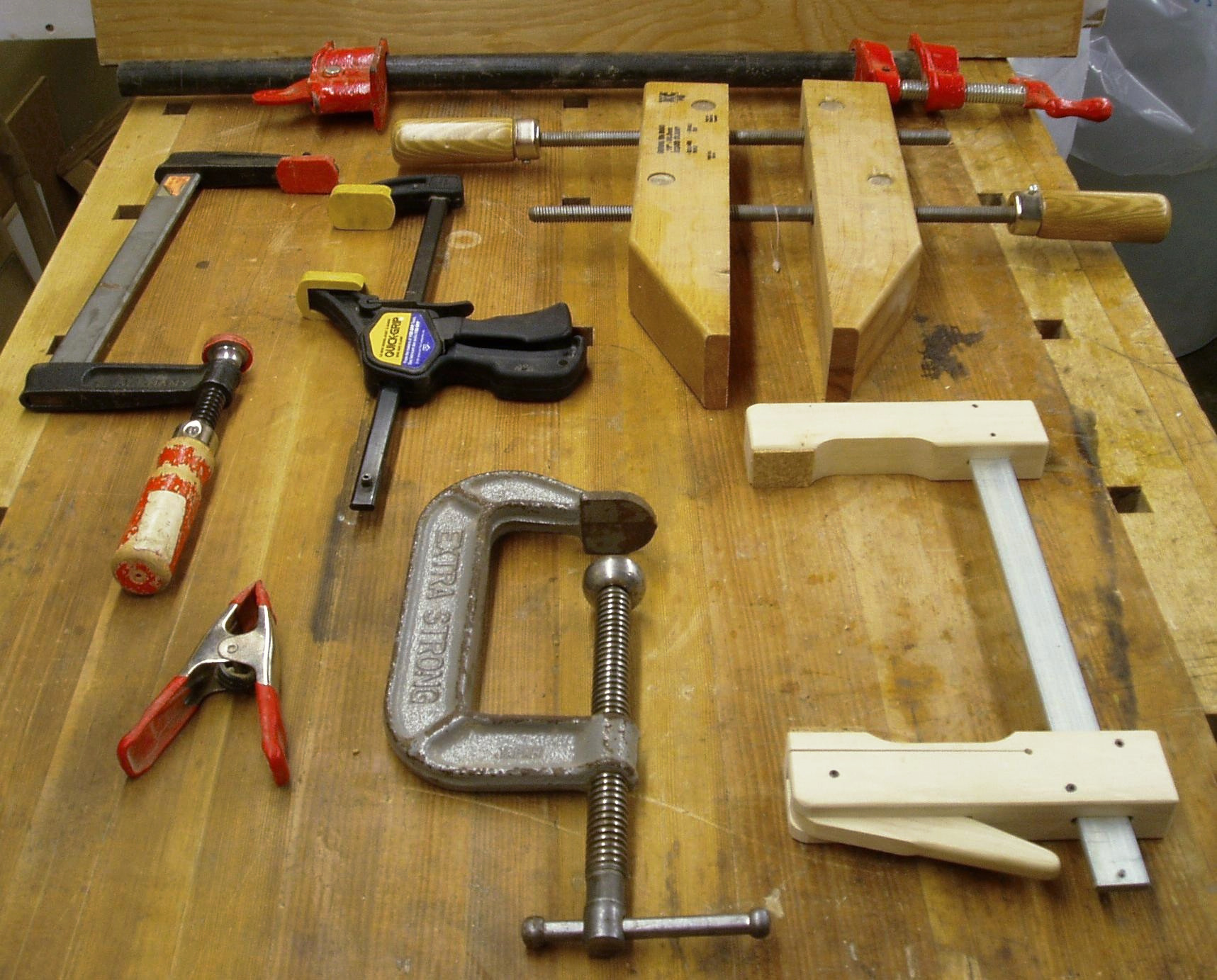
Різновиди струбцин

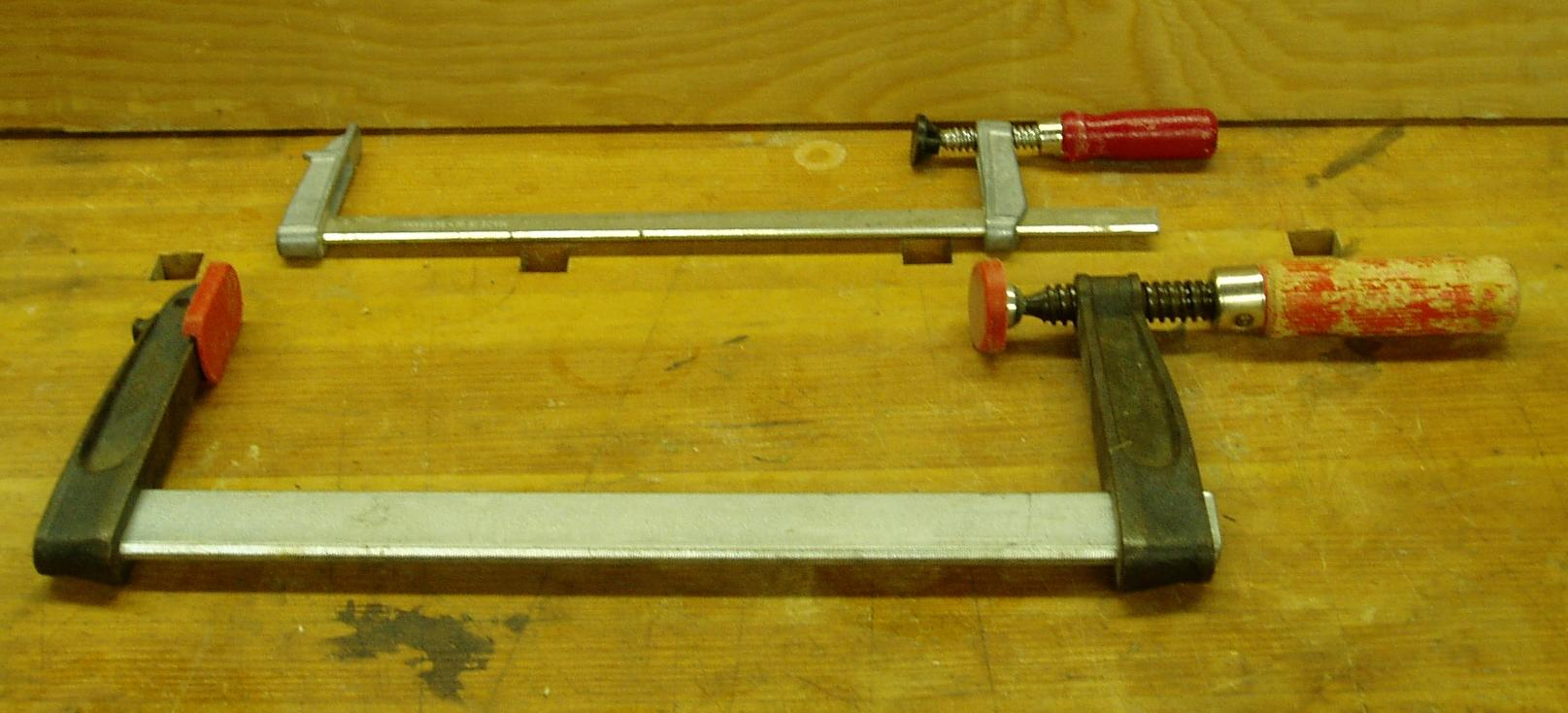
Струбцина з рухомим затискачем

Струбци́на (через російське посередництво від нім. Schraubzwinge, від Schraube — «гвинт» та Zwinge — «лещата») — затискний пристрій у вигляді П-подібної скоби з гвинтовим або іншим затискачем на одній з її сторін.
Струбцина — один з видів допоміжних інструментів, що використовується для фіксації двох або більше деталей на момент обробки, або для щільного притиснення їх одна до одної, наприклад, при склеюванні.
За конструкцією, струбцина зазвичай складається з двох частин — основної рами і рухомого елемента із затискачем, переміщення якого дає змогу змінювати відстань між губками інструменту. Затискний пристрій, розміщений на рухомій частині — ходовий гвинт або важіль, використовується для фіксації рухомої частини, а також регулювання сили стиснення.
Струбцини можуть виготовлятися як з дерева, так і з металу.